# Лондонський договір (1700)
Лондонський договір, також відомий як Другий договір про поділ — угода, укладена між Францією, Англією та Нідерландами 24 березня 1700 року з метою вирішення питання престолонаступництва в Іспанії після смерті бездітного короля Карла II. Договір передбачав, що після смерті короля Іспанію та її колонії успадкує молодший син імператора Священної Римської імперії Леопольда I ерцгерцог Карл. Переговори, що вели до укладення Лондонського договору, спричинила смерть Йосифа Фердинанда Баварського, який був призначений наступником престолу Іспанії відповідно до Гаазького договору 1698 року.

## Передумови

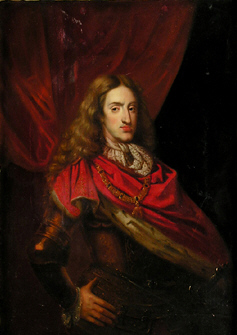
Карл II, король Іспанії. Робота невідомого автора

У 1665 році на престол Іспанії зійшов Карл II. Він став останнім іспанським монархом з династії Габсбургів. Король страждав від хвороб протягом більшості життя, і на 1697 рік було зрозуміло, що він помре бездітним, а отже, іспанська гілка Габсбургів вимре за чоловічою лінією. Хоча Іспанія в XVII столітті економічно та військово занепала, Іспанська імперія зберігала свої території та вплив. Іспанія мала володіння в Італії, Іспанські Нідерланди, Філіппіни, більшу частину Латинської Америки. Оскільки найближчі родичі — ймовірні наступники Карла II походили з Австрійських Габсбургів та Французьких Бурбонів, питання успадкування іспанського престолу було одним із перших у порядку денному європейських держав задля збереження європейського балансу сил. Крім того, це питання обговорювалося провідними державами Європи протягом кількох століть. До прикладу, 1670 року було укладено таємний Дуврський договір, а 1689 року з'явилася Ауґсбурзька ліга.
Вільгельм III Оранський, король Англії, вважав, що за допомогою Договорів про поділ і на основі Рейсвейкського миру 1697 року можна побудувати такі відносини із Францією Людовика XIV, які вели б до тривалого миру. Нав'язування вирішення питання Іспанії та Австрії здавалося малоймовірним через рівень напруги між Англією і Францією. Король Вільгельм вів переговори стосовно обох Договорів про поділ, не повідомивши про це парламенту та своїм міністрам; така практика була поширена у Франції, проте не властива Англії того часу. Лорд-канцлер барон Сомерс, який тоді керував урядом, негативно ставився до умов Гаазького договору 1698 року і дізнався про нього тільки безпосередньо напередодні підписання.
Більшість англійських та нідерландських міністрів Вільгельма III негативно ставилися до Людовика XIV. Недовіра посилилася, коли в листопаді 1698 року король Франції відправив маркіза д'Аркура до Іспанії, щоб той домігся підтримки іспанців французького кандидата на престол — Людовика Великого Дофіна, сина короля. Іспанці не хотіли розпаду своєї імперії та втрати володінь в Італії, що передбачав Гаазький договір. 14 листопада 1698 року Карл II підписав свій заповіт, за яким Йосиф Фердинанд Баварський оголошувався наступником престолу усієї Іспанської імперії. Королева Марія Анна мала стати королевою-регентом на час неповноліття майбутнього короля. Проте у лютому 1699 року Йосиф Фердинанд Баварський помер від натуральної віспи. У такій ситуації питання іспанського престолонаступництва вимагало альтернативного вирішення.

## Переговори

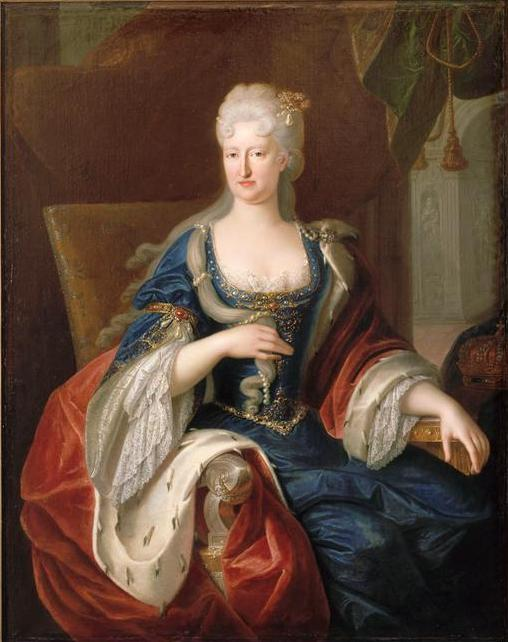
Марія Анна, королева-консорт Іспанії

Іспанський двір був поділений на проавстрійську та профранцузьку партії. Останню очолював кардинала Портокарреро, архієпископ Толедський. Протягом більшого періоду правління Карла II уряд контролювали проавстрійськи налаштовані діячі на чолі з його матір'ю — Маріаною Австрійською. Після її смерті в 1696 році ініціативу перехопили профранцузькі політики на чолі з Марією Анною Пфальц-Нойбурзькою, дружиною короля, чия старша сестра Елеонора була третьою дружиною імператора Леопольда. Під впливом профранцузької партії Іспанія була втягнута у Дев'ятирічну війну на боці антифранцузької Аугсбурзької ліги. Для країни це було катастрофічне рішення: до 1696 року Франція захопила половину Каталонії, а в 1692 році Іспанія оголосила банкрутство. Королева Марія Анна зберігала свій вплив завдяки фальшивим чуткам про вагітність, хоча Карл II вигнав її німецьке оточення із двору.
Австрійці не мали підтримки серед більшості іспанського дворянства; король Карл II також обурювався їхньою зарозумілістю й натякав, що не дозволить Іспанській імперії розпастися. Більшість іспанського політикуму віддавали перевагу французькому кандидатові на престол.
Після смерті Йосифа Фердинанда головний радник Людовика XIV з питань зовнішньої політики, маркіз Торсі, розробив проєкт договору із переглянутими умовами, схвалений і підтриманий Вільгельмом III у червні 1699 року. Коли цей проєкт представили імператору Леопольду I, він спочатку відмовився від територіальних поступок, і тому нідерландці затримали офіційне укладення угоди. Його підписали 12 березня 1700 року в Лондоні і 24 березня — в Гаазі.

## Умови договору

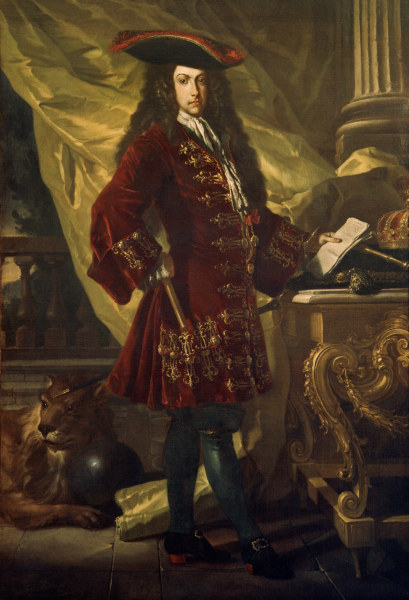
Ерцгерцог Карл Габсбург. Робота Франческо Солімена, 1707

Основною зміною порівняно з Гаазьким договором 1698 року було те, що замість Йосифа Фердинанда Баварського наступником іспанського престолу вважався австрійський ерцгерцог Карл. Іспанія зберігала свої заокеанські володіння та Іспанські Нідерланди. Франція мала отримати Неаполітанське та Сицилійське королівства разом з іншими володіннями Іспанії в Італії, а також провінцію Гіпускоа, нині на території Країни Басків. Також Франція мала віддати Священній Римській імперії прикордонне Лотаринзьке герцогство і отримати натомість Міланське в Італії.
Хоча Леопольд I прийняв умови поділу Іспанської імперії, він був проти приєднання Міланського герцогства до Франції, оскільки вважав, що ці землі важливі для захисту південних кордонів Австрії. Лотарингія була герцогством Священної Римської імперії, окупованим у 1670 році Францією і повернутим тільки в 1697 році. Спадковий герцог Лотарингії Леопольд I був племінником імператора Леопольда. У зв'язку із цим факторами виконання умов договору було невигідним більшості сторін, тоді як Іспанія повністю відкидала такий варіант розвитку подій.

## Наслідки

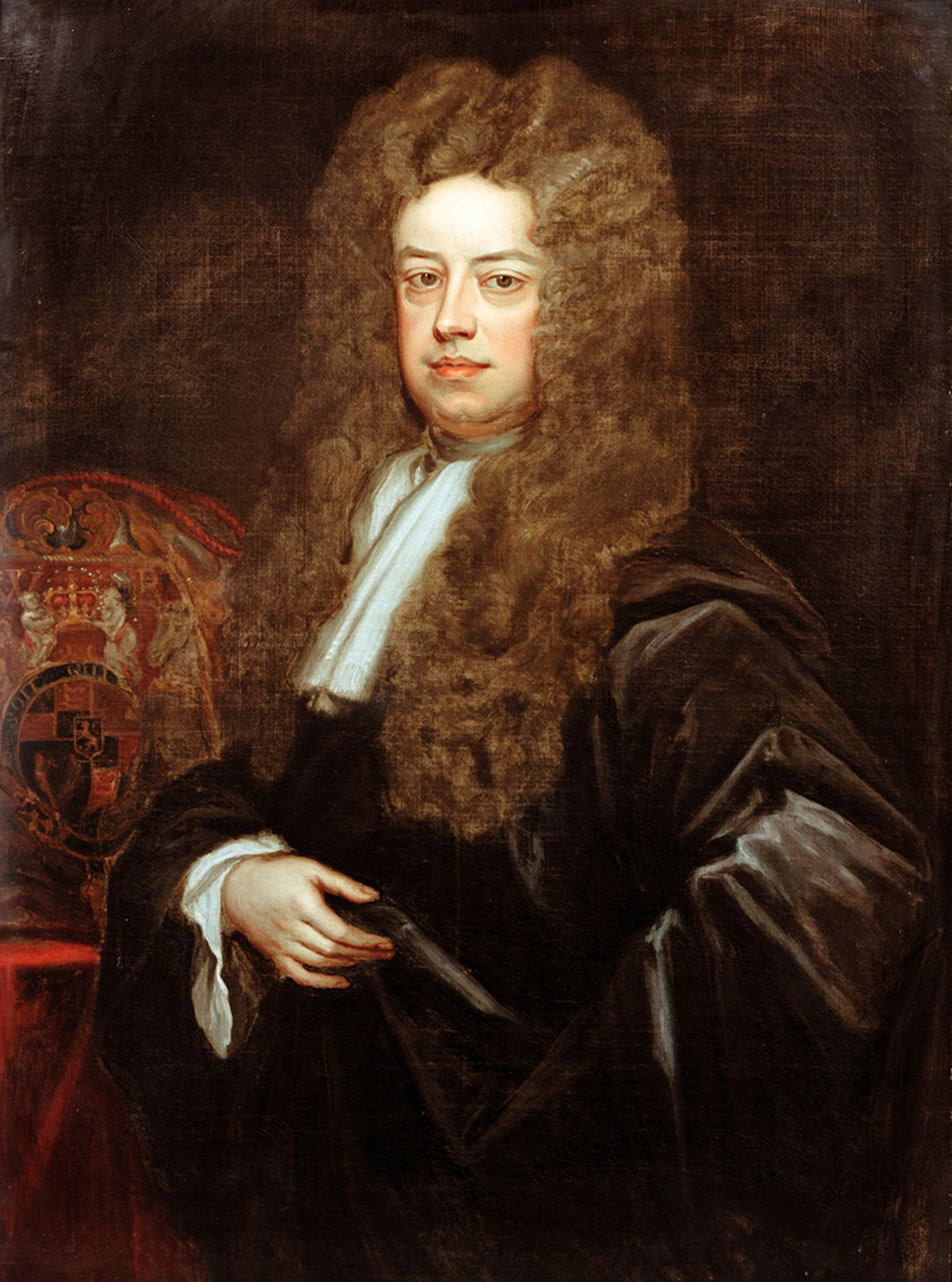
Лорд Сомерс

Коли іспанці дізналися про умови Лондонського договору в середині червня 1700 року, король Карл II змінив свій заповіт на користь ерцгерцога Карла і знову підкреслив неподільність імперії. У вересні король учергове важко захворів, і кардинал Портокарреро переконав його змінити свій заповіт на користь онука Людовика XIV Філіпа Анжуйського. 1 листопада 1700 року Карл II помер.
9 листопада Людовик XIV отримав офіційну іспанську пропозицію щодо проголошення його онука королем Іспанії. Тоді як один із варіантів розглядалася відмова від пропозиції і наполягання на вступі ерцгерцога Карла на престол, як того вимагав договір. У такому випадку якщо Леопольд I надалі відмовлятиметься від територіальних поступок, то Людовик XIV планував звернутися до Англії та Нідерландів з метою розв'язання війни проти Австрії. Вільгельм III відхилив пропозицію, оскільки вважав, що Лондонський договір був укладений для миру, а не для розв'язання чергової війни. 16 листопада Філіп Анжуйський був проголошений королем Іспанії Філіпом V, а в липні 1701 року розпочалася Війна за іспанську спадщину.
Укладення договору мало значний вплив на внутрішньополітичне життя Англії. Коли парламент дізнався про умови договору в березні 1700 року, його реакція була негативною, частково тому, що вони завдавали шкоди комерційним інтересам країни і тому, що були прийняті без його згоди. Більшість торі спробували оголосити імпічмент голові уряду, лордові Сомерсу, який був причетний до розробки та підписання договору, проте ця спроба була невдалою. Цей прецедент погіршив відносини торі та вігів на наступні два десятиліття.